# Trichomesosa
Trichomesosa is een kevergeslacht uit de familie van de boktorren (Cerambycidae). De wetenschappelijke naam van het geslacht werd voor het eerst geldig gepubliceerd in 1938 door Breuning.

## Soorten
Trichomesosa omvat de volgende soorten:
- Trichomesosa bifasciata (Pic, 1925)
- Trichomesosa similis Breuning, 1950